# Gregor IV.

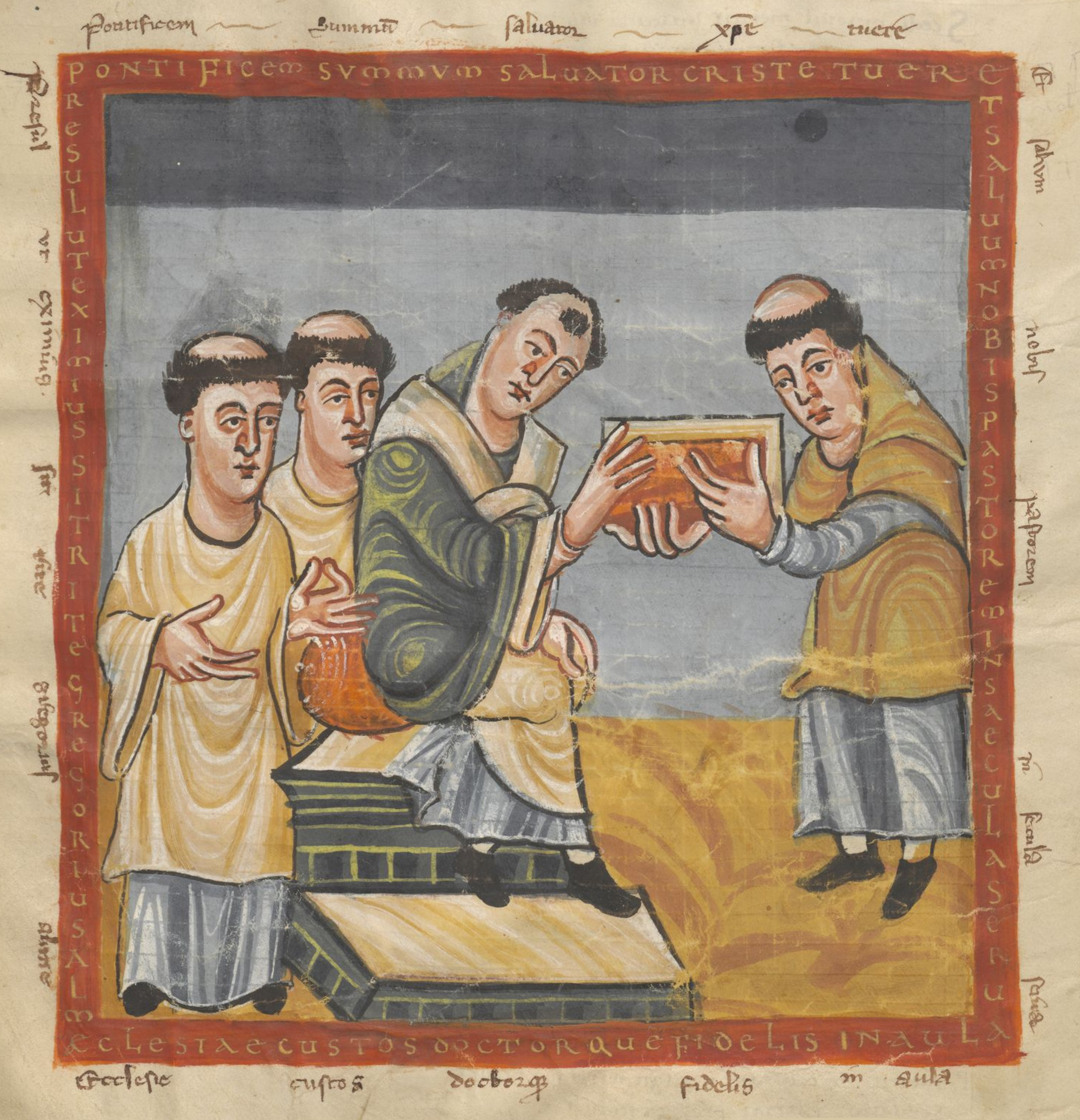
Gregor IV. (Mitte) erhält von Rabanus Maurus (rechts) dessen Buch – Darstellung aus De Laude Crucis, um 831–840.

Gregor IV. (* in Rom; † 25. Januar 844 ebenda) war Papst von 827 bis 844.

## Leben
Der in Rom geborene Gregor IV. wurde 797 von Leo III. zum Kardinal ernannt.
Er wurde im Oktober 827 in der römischen Kirche Santi Cosma e Damiano zum Papst gewählt und holte sich vor seiner Weihe das Einverständnis des fränkischen Kaisers ein.
Während seines Pontifikats kam es zu schweren Auseinandersetzungen im Frankenreich. Ludwig der Fromme hatte das Reich unter seinen drei Söhnen aus erster Ehe aufgeteilt. Nachdem ihm 823 von seiner zweiten Ehefrau noch ein Sohn (Karl der Kahle) geboren worden war, änderte er die Aufteilung des Reiches zu dessen Gunsten.
Der Versuch Ludwigs des Frommen, Pippins Herrschaftsgebiet Aquitanien Karl zu überantworten, führte 833 zur Erhebung aller drei älteren Söhne. Papst Gregor reiste über die Alpen und versuchte vergeblich, eine gütliche Einigung zu bewirken. Schließlich standen sich die Heere der Kontrahenten Ende Juni 833 auf dem Rothfeld bei Colmar tagelang gegenüber, ohne dass es zu einer Schlacht kam. Papst Gregor IV. führte aus dem Heerlager des Kaisers heraus Verhandlungen mit den Söhnen, denen es jedoch gleichzeitig gelang, nach und nach die Parteigänger des Kaisers auf ihre Seite zu ziehen. Lothar I., Ludwigs ältester Sohn, konnte den Papst für sich gewinnen. Ludwig wurde abgesetzt, der Papst erkannte, dass er als Marionette missbraucht worden war. In Gregors Amtszeit begann der Zerfall des Karolingischen Reiches in die Einzelreiche, aus denen sich später Frankreich, das Heilige Römische Reich und Burgund bilden sollten.
Gregor IV. sandte den heiligen Ansgar als Missionar nach Skandinavien, womit die Christianisierung der Normannen eingeleitet wurde. Im Byzantinischen Reich endete in dieser Zeit der Bilderstreit. Außerdem hat Gregor Allerheiligen, das in der Ostkirche schon seit Papst Bonifatius IV. gefeiert wurde, dort allerdings am Sonntag nach Pfingsten, für die gesamte Westkirche auf den 1. November gelegt. Gregor starb am 25. Januar 844 in Rom und wurde in der Basilika St. Peter beigesetzt.
In seine Amtszeit fallen zahlreiche Baumaßnahmen. So erneuerte er die Aqua Traiana. Irgendwann nach 841 erneuerte und befestigte er Ostia gegen die Angriffe der Sarazenen, weshalb er es zu Gregoriopolis umbenannte. Er erneuerte die Siedlung Galeria an der Via Portuensis und erbaute die neue Siedlung Draco, an der linken Seite des Tiber. Das bezeichnen Wissenschaftler als erstes Beispiel päpstlicher Landentwicklung im eigenen Staat.
Papst Gregor IV. gilt als der Urheber des Gregoriusfestes.